# Симфония № 5 (Моцарт)
Симфония № 5 си-бемоль мажор, KV22 — симфония Вольфганга Амадея Моцарта, которая была написана в декабре 1765 года во время концертной поездки по Европе, когда автору было 9 лет. Завершена в Гааге. Моцарт серьёзно заболел во время своего пребывания в этом городе, и, вероятно, написал это сочинение, когда выздоравливал от болезни.

## Структура
Симфония написана для двух гобоев, двух валторн и струнных.
Audio playback is not supported in your browser. You can download the audio file.
Состоит из трёх частей:
1. Allegro, 4
4
2. Andante, 2
4
3. Allegro molto, 3
8